# Гьокчели
Гьокчели (на гръцки: Γιοκτσελή) е бивше село в Егейска Македония, Гърция, дем Кукуш (Килкис) на административна област Централна Македония.

## География
Селото е било разположено в южните склонове на планината Дъб, югозападно от Владая (Акритас).

## История

### В Османската империя
В XIX век Гьокчели е турско село в Османската империя. Към 1900 година според статистиката на Васил Кънчов („Македония. Етнография и статистика“) Гьокчели е село в Дойранска каза и брои 500 жители турци.

### Гърция
В 1913 година след Междусъюзническата война селото попада в Гърция. Чепели пострадва силно през Първата световна война и се разпада. След войната не е обновено.
| Година    | 1913 | 1920 | 1928 | 1940 | 1951 | 1961 | 1971 | 1981 | 1991 | 2001 | 2011 | 2021 |
| --------- | ---- | ---- | ---- | ---- | ---- | ---- | ---- | ---- | ---- | ---- | ---- | ---- |
| Население | 132  |      |      |      |      |      |      |      |      |      |      |      |